# Дейна Диармонд
Дейна Диармонд (на английски: Dana DeArmond) е американска порнографска актриса.

## Ранен живот
Родена е на 16 юни 1979 г. в американската военна база Форт Браг, щата Северна Каролина, САЩ. Тя е от смесен етнически произход – германски, унгарски, руски, полски и еврейски.
На 15 години започва да тренира фигурно пързаляне и участва като статист в някои от филмите на Уолт Дисни. Завършва с отличен успех средното си образование. След като навършва пълнолетие, работи като танцьорка в нощен бар в Орландо.

## Кариера
Водеща е заедно с Мисти Стоун на церемонията по връчване на наградите Urban X през 2010 г.
През 2013 г. Дейна Диармонд е включена в отбора на Уикед за благотворителното шествие в Лос Анджелис, предвидено за 13 октомври и чиято цел е набирането на финансови средства за борба с ХИВ вируса и синдрома на придобитата имунна недостатъчност.
Заедно с Никол Анистън е водеща на „червения килим“ преди 31-вата церемония по връчване на AVN наградите.
През януари 2014 г. Диармонд, Джеси Андрюс, Аса Акира и Шанел Престън са включени в статия на списание „Космополитън“, наречена „4 порнозвезди за това как те поддържат форма“. В нея четирите порноактриси говорят за своите спортни тренировки, диетата си и за това какво е отражението върху физическото им състояние на движенията и позите при сексуалните актове, които правят във филмите си. Статията е провокирана от изказване на актрисата и модел Гейбриъл Юнион, че използва фитнес тренировките и диетата на порнозвездите.

## Личен живот
На 12 януари 2007 г. пожар изпепелява дома на Дейна Диармонд. Същият месец личности и компании от порноиндустрията подемат кампания за набиране на средства в помощ на актрисата.

## Награди и номинации
Зали на славата
- 2016: AVN зала на славата.[10]

Носителка на награди
- 2008: CAVR награда за прелъстителка на годината.[11]
- 2009: Urban X награда за най-добра анална секс сцена. – съносителка с Рико Стронг за изпълнението им на сцена във филма „Rico the Destroyer“.[12]
- 2010: Urban X награда за най-добра анална секс сцена – съносителка с LT за изпълнението им на сцена във филма „Juicy White Anal Booty 4“.[3][12]
- 2012: AVN награда за най-добра секс сцена момиче/момиче (с Беладона) – „Беладона: сексуален изследовател“.[13][14][15]

Номинации за индивидуални награди
- 2006: Номинация за CAVR награда за звездица на годината.[16]
- 2007: Финалистка за F.A.M.E. награда за любима жена новобранец.[17]
- 2008: Номинация за CAVR награда за звезда на годината.[11]
- 2009: Номинация за XBIZ награда за жена изпълнител на годината.[18]
- 2009: Номинация за XRCO награда за супер мръсница.[19]
- 2009: Номинация за XRCO награда за оргазмен аналист.[19]
- 2010: Номинация за AVN награда за жена изпълнител на годината.[14][20]
- 2010: Номинация за XBIZ награда за жена изпълнител на годината.[21]
- 2010: Номинация за XRCO награда за супермръсница.[22]
- 2010: Номинация за F.A.M.E. награда за любима анална звезда.[23]
- 2010: Номинация за F.A.M.E. награда за любима орална звезда.[23]
- 2011: Номинация за XRCO награда за супер мръсница.[24][25]
- 2011: Номинация за XRCO награда за оргазмен аналист.[24][25]
- 2012: Номинация за AVN награда за най-добра поддържаща актриса.[14]
- 2012: Номинация за AVN награда за жена изпълнител на годината.[14]
- 2012: Номинация за XRCO награда за супер мръсница.[26][27]
- 2012: Номинация за NightMoves награда за най-добра MILF изпълнителка.[28]
- 2012: Номинация за XRCO награда за оргазмен аналист.[26][27]
- 2013: Номинация за AVN награда за изпълнителка на годината.[29][30]
- 2013: Номинация за AVN награда за най-добра поддържаща актриса – „Готово“.[29][30]
- 2013: Номинация за XRCO награда за супермръсница.[31]
- 2014: Номинация за AVN награда за най-добра поддържаща актриса – „Университетска оргия“.[32]
- 2014: Номинация за XRCO награда за супермръсница.[33]

Номинации за награди за изпълнение на сцени
- 2007: Номинация за AVN награда за най-добра орална секс сцена (видео) – заедно с Джак Лоурънс за изпълнението на сцена във филма „Chemistry“.[34][14]
- 2009: Номинация за AVN награда за най-добра секс сцена с двойно проникване – заедно с Тони Т и Джъстин Лонг за изпълнение на сцена във филма „Сладки задници“.[35][14]
- 2009: Номинация за AVN награда за най-добра орална секс сцена.[14]
- 2010: Номинация за AVN награда за най-добра групова секс сцена само с момичета.[14]
- 2010: Номинация за AVN награда за най-добра жестока секс сцена.[14]
- 2011: Номинация за AVN награда за най-добра тройна секс сцена само с момичета.[14]
- 2011: Номинация за AVN награда за най-добра групова секс сцена само с момичета.[14]
- 2011: Номинация за AVN награда за най-добра групова секс сцена.[14]
- 2011: Номинация за AVN награда за най-добра жестока секс сцена.[14]
- 2012: Номинация за AVN награда за най-добра анална секс сцена.[14]
- 2012: Номинация за AVN награда за най-добра групова секс сцена.[14]
- 2012: Номинация за AVN награда за най-добра орална секс сцена.[14]